# Wanda (dramat)
Wanda – dramat Cypriana Kamila Norwida w sześciu obrazach z 1851 roku oparty na legendzie o polskiej księżniczce Wandzie.

## Okoliczności powstania utworu
Geneza utworu wiąże się z wizytą młodego Norwida w 1842 w Minodze pod Ojcowem u Franciszka Wężyka autora tragedii Wanda i rozmową z nim o podkrakowskich kopcach, które też wówczas młody poeta odwiedził. Echem tych przeżyć stał się rysunek Wandy nad brzegiem Wisły, wykonany przez Norwida cztery lata później w Berlinie. Kolejnym momentem krystalizującym stała się lektura w 1847 roku w Rzymie wspomnień księdza Aleksandra Jełowickiego, który przyrównał trójkąt utworzony przez trzy mogiły podkrakowskie do oka Opatrzności, chrystianizując w ten sposób to, co pogańskie. W rezultacie na jesieni 1847 Norwid zabrał się do pracy nad dramatem poświęconym legendarnej polskiej królowej i ukończył go pod koniec grudnia.
Rękopis przesłał do Paryża Józefowi Bohdanowi Zaleskiemu, który odpowiedział przyjacielowi entuzjastycznym listem z 28 stycznia 1848, a rękopis przekazał zgodnie z prośbą poety Edmundowi Chojeckiemu. Ten złożył tekst w jakiejś paryskiej drukarni (prawdopodobnie u L. Martineta), gdzie zaginął w czasie rewolucji lutowej 1848 roku. Poeta skarżył się w związku z tym w liście do generała Skrzyneckiego: Pisma moje niektóre zaczęły się drukować w Paryżu i wybuchnęła rewolucja, wszystko dla mnie za późno, tak pierwsza młodość przeszła. Zaginięcie rękopisu nie oznaczało jednak utraty utworu. Norwid napisawszy w połowie 1851 drugą wersję Krakusa, zabrał się na jesieni za Wandę, traktując zaginiony rękopis jako studium przedwstępne, więcej jeszcze ogólne i liryczne. Co się stało z rękopisem, ukończonym pod koniec 1851, nie wiadomo. Można się jedynie domyślać, że został pożyczony przez poetę bratu Ludwikowi, który albo go zgubił, albo wypożyczył komuś trzeciemu. Ostatecznie odnalazł się w rękach Anny Norwidowej, wdowy po Ludwiku, która, po ukazaniu się w 1901 roku, Chimery z utworami Norwida, przekazała go wydawcy Zenonowi Przesmyckiemu, licząc na publikację utworu i związane z nią honorarium. Wanda ukazała się drukiem w IV tomie Chimery w 1902.

## Osoby
- Wanda
- Grodny
- Panna
- Pachoł-Trębacz
- Chór Wieśniaków
- Chór Znachorów
- Chór Wójtów
- Chór Piastów
- Chór Siewców
- Chór Owczarzy
- Chór Łowców
- Skald
- Żyd
- Bojan[a]
- Czudy – Lechy – Wieszcze – Starcy – Dziewki – Dziatwa
- Rytyger
- Rotny
- Weiswort
- Chór Runników
- Wojska Rytygerowe – Poczet Straży Przybocznej

## Dedykacja i motto

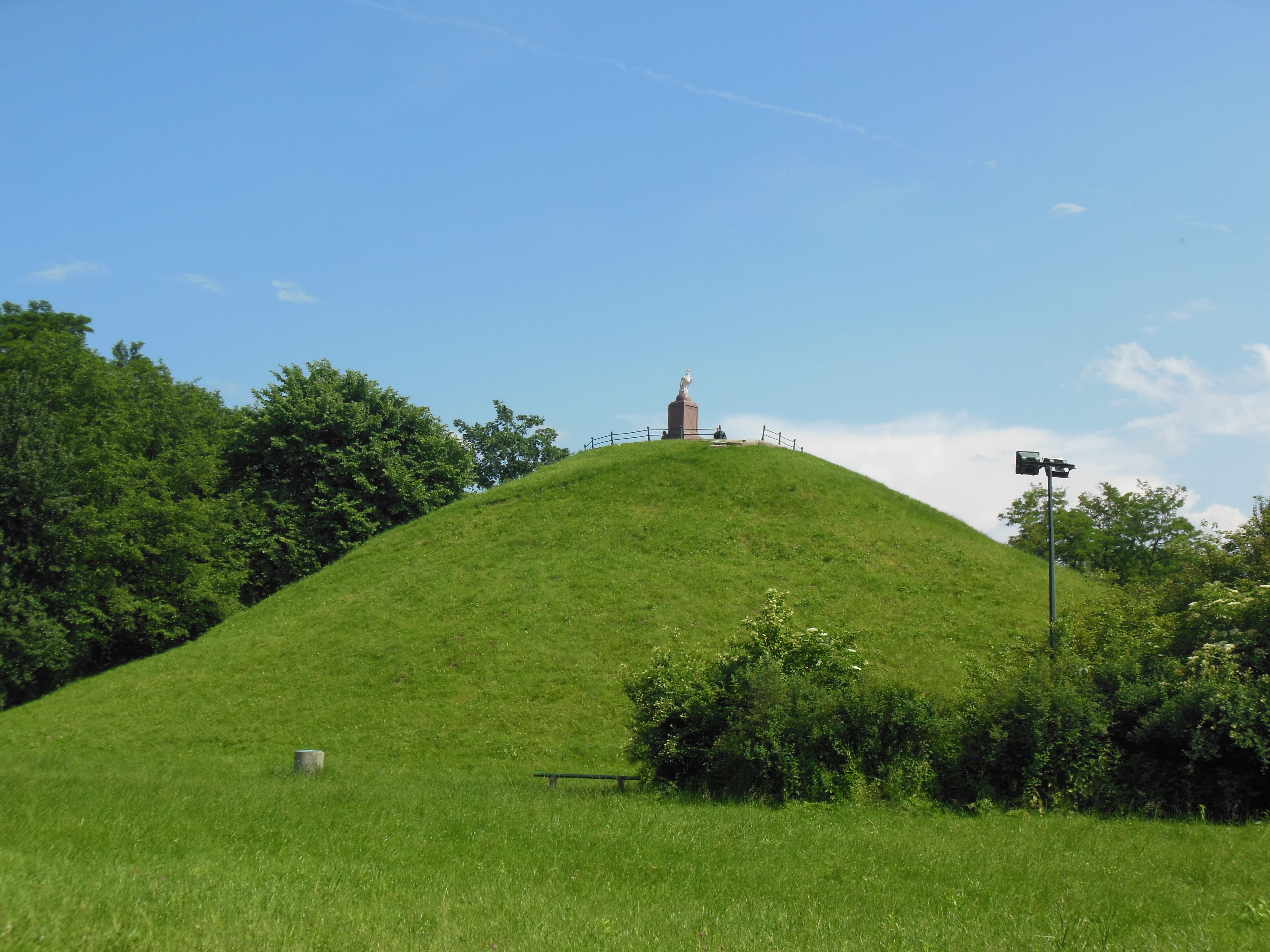
Kopie Wandy

Dramat dedykował autor: Mogile Wandy pod Krakowem w dowód głębokiego poważania. Dedykacja ta spina klamrą ten utwór z zakończonym wcześniej Krakusem poświęconym opisowi usypania kurhanu księciu krakowskiemu.
Motto stanowi fragment wiersza: Tak Kościół trzyma, że gdy Pna umierał / Na PÓŁNOC, głowę skłoniwszy, pozierał / Na Oliwnej / Górze dziwnej / Kończąc mękę, skłaniał rękę / Ku – PÓŁNOCNYM LUDZIOM.  Norwid opisał go jako starą pieśń przepisaną z książki w klasztorze na górze Świętokrzyskiej. Poeta rzeczywiście poznał ten wiersz podczas wycieczki na Święty Krzyż i przepisał do notatnika. Tekst stanowi fragment wiersza Wespazjana Kochowskiego Łysa Góra, depozytem drzewa krzyża św. w sendomirskim kraju sławna, do Ich MM. Podgórzanów tamecznych ze zbioru Niepróżnujące próżnowanie.
Utwór liczy sobie 384 wersy i jest podzielony na 6 obrazów.

## Treść
Chór przychodzi pod zamek się dowiedzieć, co się dzieje z ich panią, dlaczego nie siaduje, jak dawniej przed zamkiem i nie błogosławi wracającym z pracy. Pachoł-Trębacz ogłasza, żeby kto może przyniósł jaką pieśń albo zioło, aby ich pani mogła się wypłakać i odzyskać mowę, bo ją ogarnęła niemczyzna.
Panna i Grodny martwią się na zamku, że ich pani milczy, chce tylko ciszy i rozrzewnienia. Grodny zastanawia się czy by ją pocieszył niemiecki władyka, którego spotkali. Wanda wzdycha do Łady. Wie, że jej piękno wprowadza ład w życie jej ludu., ale chciałaby jak ptaszek odlecieć.

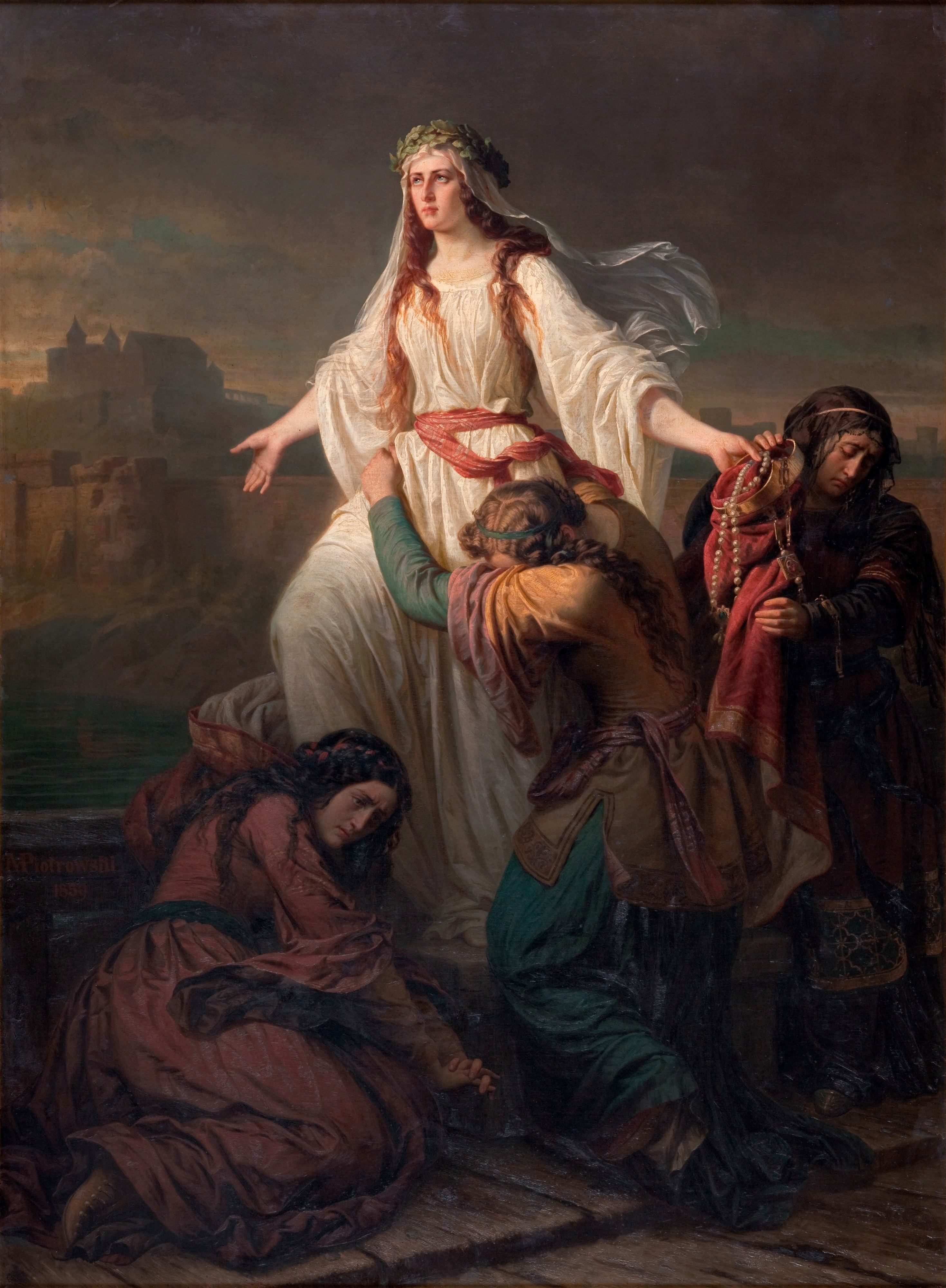
Śmierć Wandy. Maksymilian Piotrowski. 1859.

Rytyger chce wiedzieć czy wygra wojnę i królową. Rzuca na wróżbę pucharem w las. Wzlatują spłoszone orły. Weiswort wróży, że się królowa rozkocha jak nigdy dotąd, że będzie sławna i skąpie swe białe ciało. Rytyger cieszy się z wróżby, ale postanawia wspomóc bogów fortelem. Zamierza też sprowadzić dla ukochanej wonności i wannę z alabastru, aby mogła się kąpać do woli. Na znak Wandy jest gotów przekroczyć Alpy i spalić Rzym.
Zakochana Wanda czuje się nieszczęśliwa. Doskwiera jej, że sama musi o wszystkim decydować. Grodny wpuszcza na zamek skalda, który śpiewać potrafi pieśni malowane, wojenne i dla ducha. Zostaje odesłany do sali z wojownikami. Przybywa Żyd z dalekiego wschodu biegły w sztuce lekarskiej i magicznej. Przybywa Bojan, który śpiewa pieśni, co siebie nie znają, umie wywiać tęczę i stado łabędzi zwrócić w locie, a wędruje ubogi o jednej lasce.
Rytyger w przebraniu skalda prosi Wandę o wzajemność, ale ona postawiona przez lud na szczycie swego państwa nie może mu oddać swego serca, choć płacze w cierpieniu. Prosi go, by uchodził i obdarowuje srebrnym pasem. Wzburzony Rytyger postanawia otworzyć sobie drogę do jej serca mieczami.
Lud niesie pod stojący w polu namiot Wandy swe dary: Baby – zioła, Piast – miód, znachorzy – słowa zamawiań, Siewcy – ziarna, Owczarze – lekarstwa, Łowcy – zwierza, a Czudy – skarby zza morza. Chór Lechów prorokuje, że wszystkie zebrane tu rzeczy trzeba złożyć w kopiec, to uleczy królową. Pojawia się Wanda. Widziała ogromną rękę Boga z przebitą dłonią, który przepowiedział jej, że odda za swój lud życie w ofierze. Staje na stosie i go podpala, a gdy rzucają się gasić ogień, skacze do Wisły. Przybywa Rytyger i chce wszystko porąbać na wióry. Lech zapowiada mu, że jeśli chce korony tego kraju musi jej szukać w Wiśle. Rytyger zawraca ku Rzymowi, gdzie jeszcze nie jest na miłość za późno.

## Porównanie wersji dramatu
Obszerny list Józefa Bohdana Zaleskiego z 28 stycznia 1848 oraz pewne wzmianki poety dają możliwość wskazania zasadniczych różnic pomiędzy obydwoma wersjami dramatu.
| Wersja z 1847 | Wersja z 1851 |
| --- | --- |
| Ofiara Wandy była głównie patriotyczna: bohaterka topi się chcąc uchronić swój lud od walki z Niemcami i połączenia się z nimi | Ofiara Wandy miała charakter mistyczny: bohaterka obwieszcza nową wiarę, którą lud jej przyjmie w dalekiej przyszłości, a którą ona w cudowny sposób przeczuła, ofiarowując własne życie za przyszłe szczęście swojego ludu. |
| Data śmierci przypadała na starosłowiańskie święto Kupały, czyli na 23 czerwca, w którym przypada również słowiańskie święto Wandy i w którym kult ognia (sobótka, skakanie przez ogień, w dramacie: stos Wandy) łączył się z kultem wody (rzucanie wianków, kąpanie się, topienie bałwana, w dramacie: utopienie się Wandy) | Data śmierci przypadała na Wielki Piątek, wiążąc ofiarę bohaterki z męczeńską śmiercią Chrystusa. |
| Śpiewy chórów w ostatniej odsłonie dramatu były ujęte w rytm krakowiaków. | Śpiewy chórów pod wpływem Bema pamięci żałobnej rapsodu miały formę heksametru. |
| Pierwsza wersja została zadedykowana J. B. Zaleskiemu. | Druga wersja została zadedykowana mogile Wandy. |
| Wersja posiadała wstęp prozą, przypiski i objaśnienia. | |
| | Wersja posiada oryginalne motto, ściśle powiązane z tekstem, wskazujące, że zarówno ofiara Wandy, jak i przyszły chrzest jej ludu były skutkiem przedśmiertnego błogosławieństwa Chrystusowego na Golgocie.                  |

## Recepcja utworu
Wiktor Gomulicki (1902) porównał dramat do dziwacznego klejnotu, którego przeznaczenie nie jest zrozumiałe, a który docenić potrafi dopiero znawca. Cezary Jellenta (1909) na marginesie Wandy zauważył, że bohaterami dramatów Norwida nie są wybujałe jednostki albo postaci targane silnymi namiętnościami czy fatalnościami, ale mistyczne pieśni zaczątków sprawy narodu. Zenon Przesmycki (1912) widział w tym dramacie misterium na tle intuicyjnie zarysowanej epoki oraz narodu, gdzie dialog jest niesłychanie oszczędny. Tadeusz Boy-Żeleński (1928) nie uznawał w Wandzie dramatu, ale cenił ją jako klejnot słowa.  Wątpliwości co do możliwości wystawienia w tym czasie Wandy na scenie miał też Antoni Słonimski. 
Emil Breiter (1928) widział w niej tragedię samotności, wysnuty z własnych doświadczeń dramaturga mitologiczny motyw królowej. Istotą tragedii Wandy była, jego zdaniem, tęsknota za nicością. Wanda została napiętnowana stygmatem innych przeznaczeń. Na pierwszym planie znajdują się jej przeżycia i psychika. Nie ma słowiańskich bogów, jest natomiast przeczucie Golgoty. Zupełnie inaczej w tym samym czasie interpretował dramat Julian Wołoszynowski. Choć autor określa utwór w podtytule jako rzecz o Wandzie, Wanda mogłaby w nim nie istnieć, a wszystko mogłoby się rozgrywać w gwiazdach, w jakiejś astralnej mitologii. Wołoszczynowski widział dramat jako traktat poetycki o człowieczeństwie, o napięciach pomiędzy jednostką a społeczeństwem, religii, miłości więzach, gościach ze świata i słońcu, które prześwieca przez przebitą dłoń Chrystusową. 
Spośród badaczy literatury, Julian Krzyżanowski (1930) zwracał uwagę na oszczędność środków, za pomocą których Norwid ukazał główny konflikt dramatu pomiędzy miłością a obowiązkiem. Jego zdaniem w żadnym innym dziele poeta nie osiągnął tak mistrzowskiej prostoty. Z kolei Zofia Szmydtowa (1932) zwracała uwagę, że Wanda wyrasta tradycji sakralnej tragedii greckiej i misteriów chrześcijańskich i jest w intencji Norwida sztuką objawiającą tajemnice odległej przeszłości. Polska została w niej pokazana jako pierwszy z ówczesnych starożytnych narodów, który dojrzał do przyjęcia Ewangelii i od chwili śmierci Chrystusa rozpoczął nową Erę dla siebie i świata. W tak oryginalny sposób Norwid połączył legendę Wandy z ideologią polskiego mesjanizmu.  

## Wandana scenie
W 1904 roku, wkrótce po jej publikacji, z zamiarem wystawienia Wandy w teatrze nosił się Stanisław Wyspiański. Nie doszło jednak do jego realizacji. Pierwsza inscenizacja dramatu miała miejsce podczas wieczoru norwidowskiego Towarzystwa Studentów Uniwersytetu Poznańskiego w 1920. W 1928 roku Placówka Żywego Słowa w Warszawie wystawiła utwór w Teatrze Ateneum w reżyserii J. Górskiej i M. Szpakiewicza. W 1929 Teatr Szkolny Gimnazjum im. Marcinkowskiego w Poznaniu wystawił Wandę na Wystawie Krajowej. W 1967 wystawił sztukę Teatr Akademicki KUL w Lublinie, w 1970 i 1984 Teatr Lalki i Aktora "Marcinek" w Poznaniu w reż. Wojciecha Wieczorkiewicza. W 1985 miała miejsce premiera utworu w Teatrze Polskiego Radia, w 1987 w Teatrze im. Cypriana Kamila Norwida w Jeleniej Górze w reż. Mirosława Kocura.